# Round Lake Park (Illinois)
Round Lake Park es una villa ubicada en el condado de Lake en el estado estadounidense de Illinois. En el Censo de 2010 tenía una población de 7505 habitantes y una densidad poblacional de 1.272,04 personas por km².

## Geografía
Round Lake Park se encuentra ubicada en las coordenadas 42°20′57″N 88°4′45″O / 42.34917, -88.07917. Según la Oficina del Censo de los Estados Unidos, Round Lake Park tiene una superficie total de 5.9 km², de la cual 5.38 km² corresponden a tierra firme y (8.78%) 0.52 km² es agua.

## Demografía
Según el censo de 2010, había 7505 personas residiendo en Round Lake Park. La densidad de población era de 1.272,04 hab./km². De los 7505 habitantes, Round Lake Park estaba compuesto por el 71.57% blancos, el 3.41% eran afroamericanos, el 1.68% eran amerindios, el 1.11% eran asiáticos, el 0.01% eran isleños del Pacífico, el 19.61% eran de otras razas y el 2.61% pertenecían a dos o más razas. Del total de la población el 38.63% eran hispanos o latinos de cualquier raza.